# Vocabolario greco-italiano
Il Vocabolario greco-italiano di Lorenzo Rocci (conosciuto anche semplicemente come il Rocci) è un dizionario di greco antico in lingua italiana, edito dalla Società editrice Dante Alighieri per la prima volta nel 1939.
Composto di circa 150 000 lemmi, è opera del grecista e gesuita Lorenzo Rocci, che, per compilarlo, impiegò circa venticinque anni di lavoro, con il solo ausilio di schede dattiloscritte e appunti.
Come la quasi totalità dei dizionari di greco antico, il Rocci è monodirezionale dal greco all'italiano e non anche il contrario. 

## Storia editoriale
Il Rocci, al momento della pubblicazione, divenne il maggiore e più completo dizionario greco-italiano realizzato in Italia. Prima del 1939, gli studenti potevano infatti avvalersi dei più essenziali Dizionario greco-italiano di Benedetto Bonazzi (1885) o del Vocabolario greco-italiano compilato ad uso delle scuole di Tommaso Sanesi (1881), nonché delle traduzioni italiane di vocabolari scolastici in lingua tedesca, come quello di Karl Schenkl o quello di Wilhelm Gemoll. Gli specialisti tendevano invece a ricorrere al corposo vocabolario tedesco di Franz Passow o al Liddell-Scott-Jones in lingua inglese.
Alla prima edizione del 1939 fecero seguito la seconda del 1941 e la terza del 1943, in occasione delle quali l’opera fu rivista e perfezionata dal suo autore; a quel punto, tuttavia, l'aggiornamento si interruppe, sicché dal 1949 in poi il "Rocci" venne semplicemente ristampato, senza essere più sottoposto a revisione.
Per oltre cinque decenni il Rocci è stato il vocabolario greco-italiano di riferimento: le alternative disponibili (quali i dizionari scolastici di Wilhelm Gemoll, o quello di La Magna-Annaratone, o ancora la traduzione dall’inglese del Liddell-Scott-Jones medio) non erano all'altezza dell'opera del gesuita laziale quanto a completezza e precisione. Il primato del Rocci venne insidiato solo nel 1995, allorché la Loescher pubblicò il GI-Vocabolario della lingua greca, realizzato dal grecista e filologo classico Franco Montanari, il quale, peraltro, ammise il debito del suo lavoro nei confronti dell’opera di padre Rocci, sottolineandone la natura di «opus magnum incredibile» realizzato in autonomia e con nessun mezzo tecnologico, laddove al GI avevano collaborato 30 ricercatori.
Intanto, i rinvenimenti papirologici (quali, ad esempio, i papiri Bodmer, scoperti in Egitto nel 1952) e nuove importanti pubblicazioni specialistiche (tra le quali i cinque volumi dei Tragicorum Graecorum fragmenta, editi a Gottinga dal 1971 al 2004), nonché le esigenze di una più scorrevole leggibilità resero ineludibile una revisione del Rocci, che venne quindi riedito, con contenuti ampliati e migliorati sia formalmente (eliminando gli arcaismi sovrabbondanti) sia graficamente (con l'adozione di un nuovo impianto grafico e nuovi caratteri), nel 2011.
Grazie ai proventi editoriali la Compagnia di Gesù ha sostenuto per 50 anni le missioni e gli studenti poveri. 

## Accoglienza
Rocci presentò la sua opera a Benito Mussolini, sottolineandone l'importanza per la cultura italiana, il Duce lo accolse con entusiasmo e in questo modo contribuì alla sua diffusione nelle scuole nazionali. Papa Pio XII ne lodò i caratteri «di ampiezza e di dottrina» e lo chiamò «diletto figlio».

## Edizioni
- Lorenzo Rocci, Vocabolario greco-italiano, I ed.,  Roma, Società editrice Dante Alighieri, 1939 (pp. XX, 2074).
- Lorenzo Rocci, Vocabolario greco-italiano, II edizione riveduta, Roma, Società editrice Dante Alighieri, 1941 (pp. XX, 2074).
- Lorenzo Rocci, Vocabolario greco-italiano, III edizione riveduta, Roma, Società editrice Dante Alighieri, 1943 (pp. XX, 2074).
- Lorenzo Rocci, Vocabolario greco-italiano, IV edizione, Roma, Società editrice Dante Alighieri, 1949 (pp. XX, 2074).[8]
- Lorenzo Rocci, Vocabolario greco-italiano, XLI edizione, Roma, Società editrice Dante Alighieri, 2008 (pp. XX, 2074)[9].
- Lorenzo Rocci, Vocabolario greco-italiano, con la collaborazione di Eleonora Mazzotti e Giulia Argan (et al.), Roma, Società editrice Dante Alighieri, 2011 (pp. XXVII, 2064).
- Lorenzo Rocci,  Vocabolario greco-italiano, Con la collaborazione di Giovanni Sagnotti e Sara Libanchi,Società Editrice Dante Alighieri, 2024 APP per Web, Android e Ios.